# آنتونیو گالا
آنتونیو گالا (انگلیسی: Antonio Gala; ۲ اکتبر ۱۹۳۰ – ۲۸ مهٔ ۲۰۲۳) رمان‌نویس، شاعر، نمایشنامه‌نویس، و فیلم‌نامه‌نویس اهل اسپانیا بود.